# Le Mans
 Denne artikel omhandler byen Le Mans. Opslagsordet har også en anden betydning, se 24 Timers Le Mans.
Le Mans er en by i Frankrig, beliggende ved Sarthe-floden. Den er hovedstad (préfecture) i départementet Sarthe. Den er mest kendt for 24-timers racerløbet i Le Mans.